# Conclave de 1591
El conclave de 1591 va ser convocat després de la mort del papa Gregori XIV, que va tenir lloc a Roma el 16 d'octubre de 1591.
Es va desenvolupar al Palau Apostòlic del 27 al 29 d'octubre de 1591 i, després de 3 escrutinis, el cardenal Giovanni Antonio Facchinetti de Nuce va ser escollit, assumint el nom d'Innocenci IX. L'elecció va ser anunciada pel cardenal protodiaca Andrea d'Austria.

## Composició del Col·legi Cardenalici
A la mort de Gregori XIV, el Sacre Col·legi estava format per 65 membres car, respecte al conclave anterior mancaven, a més de Gregori XIV, els cardenals Antonio Carafa, Giovanni Antonio Serbelloni, Gian Girolamo Albani i Ippolito de' Rossi.

Dels 65 cardenals, 9 no van participar en el conclave. Per tant, el nou Papa va ser elegit per 56 cardenals:

### Cardenals presents al conclave
- Alfonso Gesualdi, bisbe d'Òstia i Velletri, degà del Sacre Col·legi
- Innico d'Avalos d'Aragona, bisbe de Porto e Santa Rufina, vicedegà del Sacre Col·legi
- Marco Antonio Colonna, el vell, bisbe de Palestrina
- Tolomeo Gallio, bisbe de Frascati
- Gabriele Paleotti, bisbe de Sabina
- Michele Bonelli, O.P., bisbe d'Albano
- Girolamo Simoncelli (o Simonelli)
- Markus Sitticus von Hohenems (o Altemps)
- Ludovico Madruzzo
- Giulio Antonio Santorio (o Santori)
- Girolamo Rusticucci
- Nicolas de Pellevé, arquebisbe di Sens
- Andrea d'Austria, bisbe de Bressanone i Costança
- Pedro de Deza Manuel
- Giovanni Vincenzo Gonzaga
- Giovanni Antonio Facchinetti, elegit papa amb el nom d'Innocenci IV
- Alessandro Ottaviano de' Medici, arquebisbe de Florència
- François de Joyeuse, arquebisbe de Tolosa
- Giulio Canani, bisbe d'Adria
- Anton Maria Salviati
- Agostino Valier, bisbe de Verona
- Vincenzo Lauro (o Laureo)
- Filippo Spinola
- Jerzy Radziwiłł, bisbe de Vílnius
- Simeone Tagliavia d'Aragona
- Scipione Lancellotti
- Francesco Sforza di Santa Fiora
- Alessandro Peretti Montalto Damasceni, vice canceller de la Santa Església Romana
- Enrico Caetani, camarleng de la Santa Església Romana
- Giovanni Battista Castrucci
- Domenico Pinelli, legat pontifici a Perussa i d'Umbria
- Ippolito Aldobrandini, penitencier major
- Girolamo della Rovere, arquebisbe de Torí
- Girolamo Bernerio, O.P., bisbe d'Ascoli Piceno
- Antonio Maria Galli, bisbe de Perussa
- Costanzo Torri, O.F.M.Conv.
- Girolamo Mattei
- Benedetto Giustiniani, legat pontifici a la Marca Anconitana
- Ascanio Colonna
- William Allen
- Scipione Gonzaga
- Antonio Maria Sauli
- Giovanni Evangelista Pallotta, datari de Sa Santedat
- Juan Hurtado de Mendoza
- Federico Borromeo, el gran
- Giovanni Francesco Morosini, bisbe de Brescia
- Agostino Cusani
- Francesco Maria Bourbon del Monte
- Mariano Pierbenedetti
- Gregorio Petrocchini, O.E.S.A.
- Guido Pepoli
- Paolo Emilio Sfondrati
- Ottavio Paravicini, bisbe de Alessandria
- Ottavio Acquaviva d'Aragó
- Odoardo Farnese
- Flaminio Piatti

### Cardenals absents del Conclave
Els següents cardenals no van participar en el conclave:
- Albert d'Àustria
- Gaspar de Quiroga y Vela, arquebisbe de Toledo
- Rodrigo de Castro Osorio, arquebisbe de Sevilla
- Carles II de Borbó-Vendôme, arquebisbe de Rouen, amministratore di Bayeux
- Andreu Báthory, bisbe de Varmia
- Pietro di Gondi, bisbe de París
- Hugues Loubenx de Verdalle, O.S.Io.Hier.
- Carles de Lorena, bisbe de Metz

### Presència incerta
- Philippe de Lénoncourt[1]

## El Conclave
El Papa Gregori XIV va morir durant la nit entre el 15 i el 16 d'octubre de 1591. Alguns cardenals ja estaven en camí cap a Roma en el moment de la seva mort, creient que una de les seves crisis ja havia estat mortal. Els cardenals que ja estaven a Roma ja havien començat les seves intrigues, tot i que el papa encara vivia 
Les principals faccions eren l'espanyola i un grup d'oposició dirigit pels cardenals Montalto (Alessandro Peretti, nebot del papa Sixt V) i Francesco Sforza. També hi havia un petit nombre de cardenals dirigits pel nebot del difunt Papa, el cardenal Paolo Emilio Sfondrati. La facció espanyola, que havia perdut en el Conclave de 1590, tenia ganes de recuperar la seva reputació i demostrar el seu valor al rei d'Espanya, Felip II, que recentment havia patit una derrota tan dramàtica a mans dels heretges anglesos (l'Armada espanyola de 1588). A França, un altre heretge, Henri IV, estava disposat a convertir-se en amo del país, una perspectiva que va conduir el rei Felipe a la distracció. Els papes havien cooperat amb la política espanyola en el passat, i Felip II tornava a necessitar un papa cooperatiu. Però les opcions de Felip eren limitades, fins que va quedar essencialment amb un candidat a qui va poder comptar per fer la seva licitació, el cardenal Ludovico Madruzzo, bisbe de Trento, que era inacceptable per a molts simplement perquè era tan acceptable per al rei Felip. La facció espanyola, per tant, es va dirigir cap als cardenals Girolamo Simoncelli i Giovanni Facchinetti, però amb l'enteniment que si el cardenal Ascanio Colonna o el cardenal Tolomeo Gallio, bisbe suburbano de Frascati, hauria de començar a mostrar-se bé en la votació, els recolzaria per preferència.
El diumenge 27 d'octubre cinquanta-sis o cinquanta-set cardenals van entrar al conclave: es necessitaven trenta-vuit vots per a l'elecció.
El dilluns 28 d'octubre el cardenal degà, Alfonso Gesualdi, va dir la missa de l'Esperit Sant a la Capella Paulina. Després de la missa, els cardenals van procedir al primer escrutini, en què el cardenal Giovanni Facchinetti va rebre la majoria dels vots, vint-i-quatre, però no va haver-hi un resultat definitiu.
El dimarts 29 d'octubre, a l'escrutini del matí, el cardenal Facchinetti va rebre vint-i-vuit vots. La resta del dia es va dedicar a debat fins a la tarda, quan els cardenals van escortar el cardenal Facchinetti a la capella Paulina. El cardenal Degà va començar a parlar, «Targeta Ego. Gesualdus Episcopus Hostiensis eligo en Summum Pontificem Reverendimum Dominum meum Joannem Antonium Facchinettum Titulos Sanctorum Quatre Coronatorum Sanctae Ecclesiae Romanae Presbyterum Cardinalem». Seguint ell, cadascun dels altres cardenals, per ordre, va fer el mateix.
El cardenal Protodiaca, Andrea d'Austria, va anar a la finestra tradicional i, mostrant la creu processional, va fer l'anunci de l'elecció del cardenal Facchinetti.
El cardenal Giovanni Antonio Facchinetti, cardenal sacerdot de SS. Quattro Coronati, tot i ja tenir setanta-dos anys i en salut crònica, va ser triat com Innocenci IX. Va ser coronat en públic el 3 de novembre, al lloc acostumat a la part superior dels graons del pòrtic de Sant Pere. El cardenal Odoardo Farnese va poder participar, tot i que encara no havia rebut el capell vermell.
El 8 de novembre Innocenci IX va prendre possessió solemne de la Basílica de Laterà. Tretze cardenals caminaven a la processó. Durant la seva processó de retorn al Vaticà, el Papa es va aturar a la seva antiga església titular, Santi Quattro Coronati, que celebrava el dia de la festa parroquial aquell dia. Els monjos van poder saludar al papa i besar-li el peu. La sortida sencera va trigar unes cinc hores.
El 18 de desembre, malgrat tot, el Papa Innocenci va fer una peregrinació de les set esglésies de pelegrinatge de Roma i va sorprendre. Va desenvolupar una forta tos i febre, i va morir al palau apostòlic el dilluns 30 de desembre de 1591.